# LE-420
La carretera  LE-420  es una carretera de la red secundaria de carreteras españolas que une La Bañeza con La Magdalena pasando por Hospital de Orbigo.

Antiguamente, se trataba de la carretera de tercer orden,  LE-420 , que tomó el recorrido de parte de la antigua carretera de Mombuey a La Magdalena, desde La Bañeza hasta esa localidad.
En los últimos años, se ha visto beneficiada de unas obras de mejora, más que notables, en los últimos 30 kilómetros del trayecto.

## Recorrido
Esta carretera forma parte del recorrido más antiguo que iba de Mombuey a La Magdalena. Aún hay, por algunos pueblos del recorrido, hitos de la Instrucción de Manuel Pardo (1892) que datan de aquella época. Era una carretera que pasaba holgadamente los 100 kilómetros de recorrido, a pesar de tratarse de una carretera de tercer orden (local).

### La Bañeza a Hospital de Órbigo
Esta parte comienza pasado el kilómetro 302 de la  N-6  y al salir de La Bañeza, comparte algunos metros con la  CL-622  que más allá, parte hacia Santa María del Páramo y León.
Tras una prolongada recta de varios kilómetros, que cruza localidades como Villoria de Órbigo, deja la antigua travesía de Veguellina de Órbigo (la original estación ferroviaria, que es el actual pueblo nuevo) a la izquierda, para circunvalar esta población en parte y, sobre todo, evitar su peligroso paso a nivel. Se cruza con la  LE-422  hacia Matalobos y Santa María del Páramo. Tras la bajada del puente, retoma la recta y una nueva rotonda la une a la  LE-421  que lleva a Villarejo de Órbigo.
Tras cruzar el poblado antiguo de Veguellina, y pasar una rotonda y un puente relacionados con la  AP-72  entra en Hospital de Órbigo reuniéndose con la carretera nacional  N-120 

### Hospital de Órbigo a Villanueva de Carrizo
La carretera regional llega a Benavides de Órbigo, con algún punto más estrecho en su travesía y pasa junto a la plaza del pueblo, donde se celebra un mercado local con una larga tradición, ya que se viene realizando los jueves desde hace ya más de 700 años. Existen varios locales comerciales y supermercados muy accesibles, además de un puente de piedra muy antiguo, un pequeño parque y el centro médico de la Mancomunidad del Órbigo.
La carretera pasa por un pequeño polígono industrial, y se adentra en una llanura, según toma las travesías de Gavilanes, Palazuelo, Turcia, Armellada y La Milla del Río, por una zona abierta.
Aquí es donde bien se puede empezar a apreciar la reciente reconstrucción de la carretera. Si bien desde esta zona se ha limitado a recibir un asfaltado de mayor calidad, en tramos más lejanos, la mejora es más que notable.
Posteriormente existe una circunvalación, que se trata de una nueva variante construida para evitar las travesías de Carrizo de la Ribera y Villanueva de Carrizo, por motivos de conservación del antiguo viaducto que salva el río Órbigo, el cual data de inicios del siglo XX, estrecho y regulado por semáforo 🚦. Es de estructura metálica con roblones, y ha sido recientemente restaurado, con nuevo firme de adoquines y espacio para peatones.
Así, con la nueva variante, los problemas para el tráfico que causaba el puente, quedan solventados.

### Cimanes del Tejar a La Magdalena
La renovación de la carretera es, desde aquí, casi completa.
Pasando por Cimanes del Tejar, Azadón y Secarejo, ya ha sido ensanchado, tras la adicción de arcenes que aumentan la anchura y un asfaltado nuevo. Villarroquel tiene su travesía renovada y, al fin, con aceras peatonales.
Desde Espinosa de la Ribera, cuya travesía también ha mejorado de manera notable, se adentra en un tramo montañoso, siendo ya visible la cordillera.
La última población que atravesamos, es Rioseco de Tapia, y desde allí ya son apreciables varios puntos donde se han tendido nuevas secciones, quedando las antiguas, generalmente problemáticas y sinuosas, abandonadas e inaccesibles con un turismo, si bien en ocasiones alguna de ellas ha sido aprovechada como apartadero. Han sido construidas nuevas plataformas para evitar un paso estrecho sobre un arroyo, y también existe un pequeño tramo que es aprovechado para el acceso al Embalse de Selga de Ordás.
Todo este tramo se caracterizaba, hasta inicios de la década actual, por ser estrecho, muy sinuoso y muy incómodo, ya que el firme estaba muy alabeado y acusaba el deterioro. Tras la práctica reconstrucción llevada a cabo, esta zona ya no tiene dificultad alguna digna de reseñar.
Finalmente, ya en la localidad de La Magdalena, nuestra carretera provincial llega a su final, en la intersección con la  CL-626 , desde la que podremos continuar hacia Villablino, La Robla, León o bien acceder a la autopista de peaje  AP-66  hacia la vecina Asturias, hacia Segovia,
Madrid o llegar, ya sin interrupciones, hasta Sevilla.
- Datos: Q5961526